# Xylotrechus lengii
Xylotrechus lengii är en skalbaggsart som beskrevs av Schaeffer 1908. Xylotrechus lengii ingår i släktet Xylotrechus och familjen långhorningar. Inga underarter finns listade i Catalogue of Life.